# Episodi di Doraemon (serie animata 1979) (ventiduesima stagione)
Questa è la lista degli episodi della ventiduesima stagione dell'anime 1979 di Doraemon.

## Episodi
| Nº Ja | Nº It | Titolo italiano Giapponese 「Kanji」 - Rōmaji                                              | In onda           | In onda           |
| Nº Ja | Nº It | Titolo italiano Giapponese 「Kanji」 - Rōmaji                                              | Giapponese        | Italiano          |
| 1505  | 788   | La rana "torna a casa" 「そのうちカエル」 - Sonouchi kaeru                                 | 14 gennaio 2000   | 31 agosto 2007    |
| 1506  | 789   | Il berretto delle decisioni 「こうもりキャップ」 - Koumori kyappu                          | 21 gennaio 2000   | 31 agosto 2007    |
| 1507  | 790   | L'amuleto Kikki 「キッキー」 - Kikkī                                                       | 28 gennaio 2000   | 3 settembre 2007  |
| 1508  | 791   | Il gioco dei proverbi 「ことわざゲーム」 - Kotowaza gēmu                                   | 4 febbraio 2000   | 3 settembre 2007  |
| 1509  | 792   | Il megafono chiama riserve 「ピンチヒッター・メガホン」 - Pinchi hittā・megahon            | 11 febbraio 2000  | 4 settembre 2007  |
| 1510  | 793   | Le basta crederci 「オモイコミミー」 - Omoikomimī                                          | 18 febbraio 2000  | 4 settembre 2007  |
| 1511  | 794   | Alla ricerca della bambola imperatrice 「おひなさまを探そう！」 - O hina sama o sagaso u!  | 3 marzo 2000      | 5 settembre 2007  |
| 1512  | 795   | Il fabbricapremi 「あげま賞」 - Age ma shou                                                | 17 marzo 2000     | 5 settembre 2007  |
| 1513  | 796   | I pattini elettorali 「センキョカー」 - Senkyokā                                           | 14 aprile 2000    | 6 settembre 2007  |
| 1514  | 797   | Il raggio dei campioni 「スターライト」 - Sutā raito                                       | 28 aprile 2000    | 6 settembre 2007  |
| 1515  | 798   | La macchina dei mestieri 「一日なんでも体験機」 - Ichi nichi nan de mo taiken ki           | 5 maggio 2000     | 7 settembre 2007  |
| 1516  | 799   | La geniolampada 「誰でもまじんランプ」 - Dare demo majin ranpu                             | 12 maggio 2000    | 7 settembre 2007  |
| 1517  | 800   | L'uccellino blu di Nobita 「のび太の青い鳥」 - Nobita no aoi tori                          | 19 maggio 2000    | 10 settembre 2007 |
| 1518  | 801   | Il ripetente 「そっくりコントローラー」 - Sokkuri kontorōrā                                | 26 maggio 2000    | 11 settembre 2007 |
| 1519  | 802   | Il barattolo creacose 「ほんものカンヅメ」 - Hon mo no kandume                             | 2 giugno 2000     | 12 settembre 2007 |
| 1520  | 803   | L'orientami 「みちびきジゾウ」 - Michibiki jizou                                           | 9 giugno 2000     | 13 settembre 2007 |
| 1521  | 804   | La giacca felicitante 「ハッピー」 - Happī                                                 | 16 giugno 2000    | 14 settembre 2007 |
| 1522  | 805   | La crema muscoli d'acciaio 「鉄筋肉クリーム」 - Tetsu kinniku kurīmu                       | 23 giugno 2000    | 17 settembre 2007 |
| 1523  | -     | 「しりとりテレポーテーション」 - Shiri tori terepōtēshon – "Il berretto del teletrasporto" | 7 luglio 2000     | inedito           |
| 1524  | 807   | L'aspirapiglia 「おへんじペットボトル」 - O henji pettobotoru                              | 14 luglio 2000    | 19 settembre 2007 |
| 1525  | 808   | La cintura bestiale 「アニマルパワーベルト」 - Animarupawāberuto                           | 21 luglio 2000    | 20 settembre 2007 |
| 1526  | 809   | La barca dei sogni 「夢ボート」 - Yume bōto                                                | 28 luglio 2000    | 21 settembre 2007 |
| 1527  | 810   | Lo specchio dei desideri 「あこがれミラー」 - Akogare mirā                                 | 4 agosto 2000     | 24 settembre 2007 |
| 1528  | 811   | Gli origami animati 「ポップおりがみ」 - Poppu origami                                     | 11 agosto 2000    | 25 settembre 2007 |
| 1529  | 812   | Una giornata al mare 「海水浴へ行こう」 - Kaisuiyoku he iko u                              | 18 agosto 2000    | 26 settembre 2007 |
| 1530  | 813   | La pulce solletichina 「くすぐりノミ」 - Kusuguri nomi                                     | 25 agosto 2000    | 27 settembre 2007 |
| 1531  | 814   | Il desiderio di Maho 「マホちゃんの願い」 - Maho chan no negai                             | 1º settembre 2000 | 28 settembre 2007 |
| 1532  | 815   | L'ilarobot 「ロボット福の神」 - Robotto fukunokami                                         | 8 settembre 2000  | 1º ottobre 2007   |
| 1533  | 816   | L'automobile capricciosa 「きまぐれロボカ」 - Kimagure roboka                              | 15 settembre 2000 | 2 ottobre 2007    |
| 1534  | -     | 「ジャイアンの夏休み」 - Jaian no natsuyasumi – "Le vacanze estive di Gian"                | 13 ottobre 2000   | inedito           |
| 1535  | 817   | L'angelo dei desideri 「聞きとどけエンゼル」 - Kikitodoke enzeru                           | 20 ottobre 2000   | 3 ottobre 2007    |
| 1536  | 818   | I berretti volatili 「バードキャップ」 - Bādo kyappu                                       | 27 ottobre 2000   | 4 ottobre 2007    |
| 1537  | 819   | L'agenda "fa la cosa giusta" 「チャントシてちょう」 - Chan toshi te chou                   | 3 novembre 2000   | 5 ottobre 2007    |
| 1538  | 820   | Scambio di persona 「のび太がガキ大将？」 - Nobita ga gaki taishou?                        | 10 novembre 2000  | 8 ottobre 2007    |
| 1539  | 821   | Il pallone gemellare 「ふたごふうせん」 - Futa go fuusen                                   | 17 novembre 2000  | 9 ottobre 2007    |
| 1540  | 822   | Il creabolle 「デカボン」 - Deka bon                                                       | 24 novembre 2000  | 10 ottobre 2007   |
| 1541  | 823   | Il creanuvolefilate 「ワタアメ式雲製造機」 - Wata ame shiki kumo seizou ki                 | 1º dicembre 2000  | 11 ottobre 2007   |
| 1542  | 824   | I pantaloni avventurosi 「探検ズボン」 - Tanken zubon                                      | 8 dicembre 2000   | 12 ottobre 2007   |
| 1543  | 825   | La grotta relax 「ママの岩戸」 - Mama no iwato                                             | 15 dicembre 2000  | 15 ottobre 2007   |

## Speciali
| Nº  | Giapponese 「Kanji」 - Rōmaji - Traduzione letterale                                                            | In onda       | In onda  |
| Nº  | Giapponese 「Kanji」 - Rōmaji - Traduzione letterale                                                            | Giapponese    | Italiano |
| S94 | 「走れのび太！ ロボット裁判所」 - Hashire Nobita! Robotto saibansho – "Corri Nobita! - Il tribunale dei robot!" | 24 marzo 2000 | inedito  |